# 東淀川站
34°44′23.77″N 135°30′16.56″E / 34.7399361°N 135.5046000°E
東淀川站（日语：／ Higashi-yodogawa eki */?）是一個位於大阪府大阪市淀川區宮原二丁目之鐵路車站。由西日本旅客鐵道（JR西日本）經營，車站編號為JR-A45，停站路線只有東海道本線（JR京都線）。

## 概要
新快速、快速、特急列車都不會停本站，只有普通（京阪神緩行線）停在本站。
車站名為「東淀川」起因於設站當初，所在地的行政區為大阪市東淀川區。1974年7月22日，大阪市把22區制改為26區制，舊的東淀川區之東西部分開為兩區、東半部繼續為東淀川區，西半部改名為淀川區，因此形成東淀川車站位於淀川區境內的現象。
在東海道新幹線新設的新大阪車站啟用前，因東淀川站距離新大阪車站僅700公尺，日本國鐵原本要廢止此站，在當地居民陳情之下，才予以保留而未廢站。
本站屬JR西日本大阪都會區鐵路網「都市網絡」的一部份，所以可以使用ICOCA卡。
由於列車班次密集，東淀川站兩側宮原平交道的遮斷器放下時間相當長，一小時內最長達57分鐘，為JR西日本所管轄遮斷時間最久的平交道。雖然車站有地下道可通行，但沒有無障礙設施且高度過低，對於行動不便的行人造成通行困難，因此JR西日本在2016年5月11日宣佈將東淀川站改建為跨線式站房、建設橋上自由通道並新建無障礙設施，完工後將廢除兩側的宮原平交道及車站的地下道。經過兩年施工，於2018年11月11日午夜起封閉並拆除宮原平交道，同時停用舊站房，啟用新站房、橋上自由通道及自行車可通行的坡道。

## 車站構造
除了貨物線，車站為2面4線的島式月台。但是只使用内側之2線。東口及西口雙方原本為古式車站大堂，2018年11月11日啟用跨線式站房後，舊站房封閉。

### 月台配置
| 月台 | 路線     | 方向 | 軌道   | 目的地                   |
| ---- | -------- | ---- | ------ | ------------------------ |
| 1    | JR京都線 | 下行 | 外側線 | （只限通過列車，不開放） |
| 2    | JR京都線 | 下行 | 內側線 | 新大阪、大阪、三之宮方向 |
| 3    | JR京都線 | 上行 | 內側線 | 高槻、京都方向           |
| 4    | JR京都線 | 上行 | 外側線 | （只限通過列車，不開放） |

- 上圖之路線名為旅客服務上名稱（愛稱）作標示。

## 使用情況
2018年（平成30年）度1日平均上車人次為8,232人。
此站距離南鄰的新大阪站只有700公尺，是JR京都線站距最短的路段，故此站使用人數不多。
近年1日平均上車人次如下表。
| 年度               | 1日平均 上車人次 | 來源     |
| ------------------ | ---------------- | -------- |
| 1990年（平成02年） | 7,226            | [ * 1 ]  |
| 1991年（平成03年） | 7,257            | [ * 2 ]  |
| 1992年（平成04年） | 7,455            | [ * 3 ]  |
| 1993年（平成05年） | 7,482            | [ * 4 ]  |
| 1994年（平成06年） | 7,701            | [ * 5 ]  |
| 1995年（平成07年） | 8,298            | [ * 6 ]  |
| 1996年（平成08年） | 8,106            | [ * 7 ]  |
| 1997年（平成09年） | 7,856            | [ * 8 ]  |
| 1998年（平成10年） | 7,729            | [ * 9 ]  |
| 1999年（平成11年） | 7,676            | [ * 10 ] |
| 2000年（平成12年） | 7,748            | [ * 11 ] |
| 2001年（平成13年） | 8,005            | [ * 12 ] |
| 2002年（平成14年） | 7,949            | [ * 13 ] |
| 2003年（平成15年） | 8,059            | [ * 14 ] |
| 2004年（平成16年） | 8,086            | [ * 15 ] |
| 2005年（平成17年） | 8,070            | [ * 16 ] |
| 2006年（平成18年） | 8,147            | [ * 17 ] |
| 2007年（平成19年） | 8,129            | [ * 18 ] |
| 2008年（平成20年） | 7,986            | [ * 19 ] |
| 2009年（平成21年） | 7,820            | [ * 20 ] |
| 2010年（平成22年） | 7,853            | [ * 21 ] |
| 2011年（平成23年） | 7,962            | [ * 22 ] |
| 2012年（平成24年） | 8,088            | [ * 23 ] |
| 2013年（平成25年） | 8,121            | [ * 24 ] |
| 2014年（平成26年） | 8,026            | [ * 25 ] |
| 2015年（平成27年） | 8,167            | [ * 26 ] |
| 2016年（平成28年） | 8,262            | [ * 27 ] |
| 2017年（平成29年） | 8,304            | [ * 28 ] |
| 2018年（平成30年） | 8,232            | [ * 29 ] |

## 車站周邊
車站周邊多為住宅街。車站前為商店街。
車站前後原本有平交道，2018年11月11日起封閉停用。
- 東淀川站東商店街
- 東淀川西淡路郵局
- 大阪基督教協會
- 長柄人柱碑

### 公車路線
大阪市營公車（東淀川站前停車站）
- 25號系統：往加島站前
- 紅公車（西淡路 - 區役所）：往東淀川區役所前 （1日共有5班）

## 年表
- 1940年（昭和15年）4月1日 - 國有鐵道東海道本線之吹田站 - 宮原信號場（已廢除）之間新設車站。開始旅客服務。
- 1987年（昭和62年）4月1日 - 因為國鐵分割民營化，所以改變為西日本旅客鐵道之車站。
- 1990年代 - 導入自動檢票機。
- 2003年（平成15年）11月1日 - 開始使用ICOCA卡。
- 2018年（平成30年）
  - 1月31日 - 綠色窗口最後一天營業。
  - 2月1日 - 綠車票自動售票機啟用。
  - 3月17日 - 導入車站編號「JR-A45」。
  - 11月11日 - 跨線式站房及自由通路啟用，車站兩側的宮原平交道封閉停用[8][9]。

## 相鄰車站
西日本旅客鐵道
 JR京都線（東海道本線）
■新快速、■快速
通過
■普通
吹田（JR-A44）－東淀川（JR-A45）－新大阪（JR-A46）

### 使用情況
1. ↑  大阪府統計年鑑 （页面存档备份，存于） - 大阪府
2. ↑  大阪市統計書 （页面存档备份，存于） - 大阪市

大阪府統計年鑑
1. ↑  大阪府統計年鑑（平成3年）PDF
2. ↑  大阪府統計年鑑（平成4年）PDF
3. ↑  大阪府統計年鑑（平成5年）PDF
4. ↑  大阪府統計年鑑（平成6年）PDF
5. ↑  大阪府統計年鑑（平成7年）PDF
6. ↑  大阪府統計年鑑（平成8年）PDF
7. ↑  大阪府統計年鑑（平成9年）PDF
8. ↑  大阪府統計年鑑（平成10年）PDF
9. ↑  大阪府統計年鑑（平成11年）PDF
10. ↑  大阪府統計年鑑（平成12年）PDF
11. ↑  大阪府統計年鑑（平成13年）PDF
12. ↑  大阪府統計年鑑（平成14年）PDF
13. ↑  大阪府統計年鑑（平成15年）PDF
14. ↑  大阪府統計年鑑（平成16年）PDF
15. ↑  大阪府統計年鑑（平成17年）PDF
16. ↑  大阪府統計年鑑（平成18年）PDF
17. ↑  大阪府統計年鑑（平成19年）PDF
18. ↑  大阪府統計年鑑（平成20年）PDF
19. ↑  大阪府統計年鑑（平成21年）PDF
20. ↑  大阪府統計年鑑（平成22年）PDF
21. ↑  大阪府統計年鑑（平成23年）PDF
22. ↑  大阪府統計年鑑（平成24年）PDF
23. ↑  大阪府統計年鑑（平成25年）PDF
24. ↑  大阪府統計年鑑（平成26年）PDF
25. ↑  大阪府統計年鑑（平成27年）PDF
26. ↑  大阪府統計年鑑（平成28年）PDF
27. ↑  大阪府統計年鑑（平成29年）PDF
28. ↑  大阪府統計年鑑（平成30年）PDF
29. ↑  大阪府統計年鑑（令和元年）PDF

## 外部連結
- 東淀川｜車站資訊：JR出門網 - 西日本旅客鐵道